# Lillingstone Lovell
Lillingstone Lovell è un villaggio e parrocchia civile dell'Inghilterra, appartenente alla contea del Buckinghamshire.